# Oude God (Rekem)

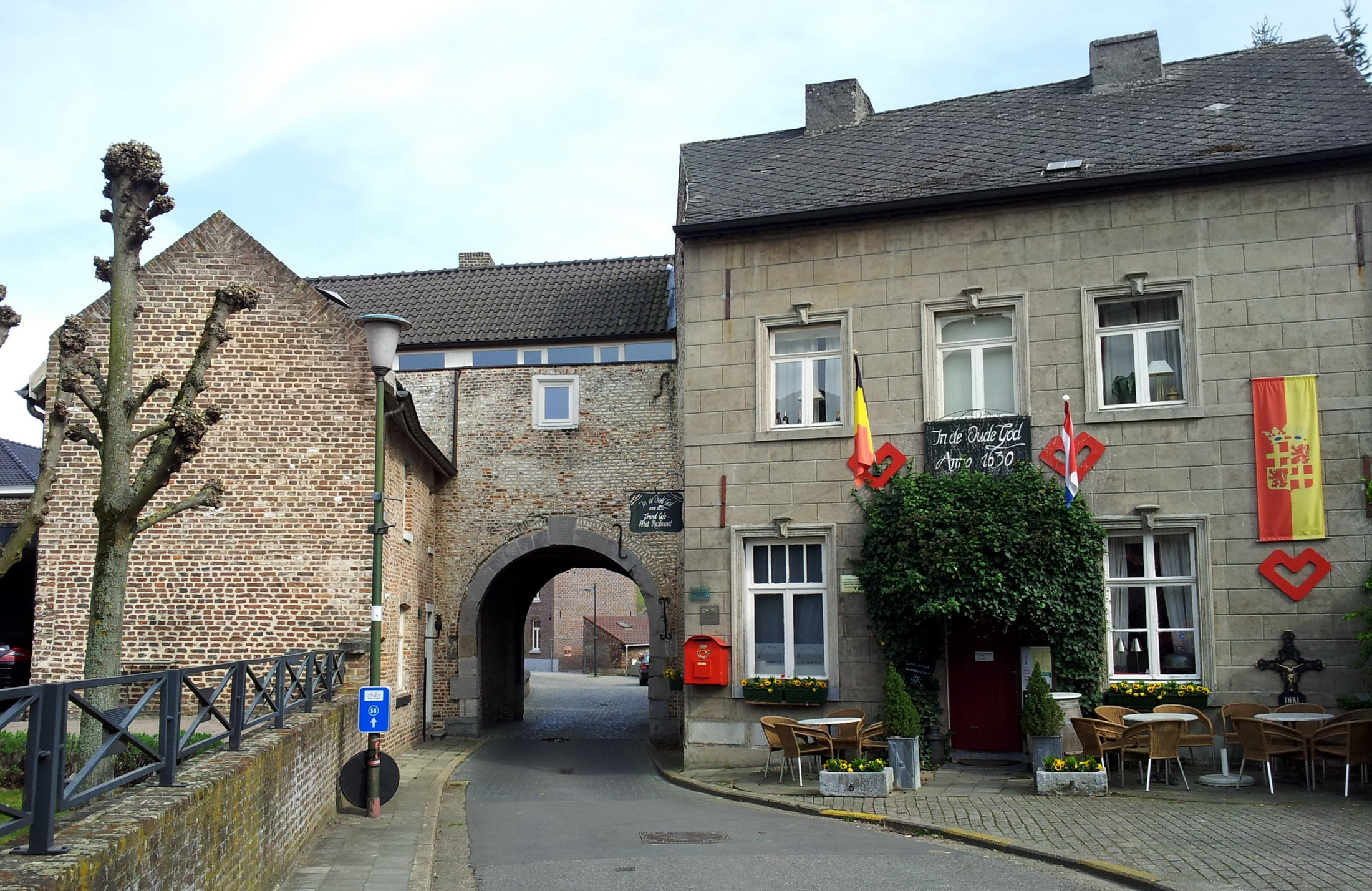
Oude God en Ucoverpoort

Oude God is een straat in Oud-Rekem (gemeente Lanaken) in de Belgische provincie Limburg.
Voor de aanleg van de Kanaalstraat liep de straat vanaf de Herenstraat en Onder de Linden langs de toenmalige omwalling van de domeinen van het Kasteel d'Aspremont-Lynden naar de Ucoverpoort in het oosten. Bij de bouw van het nieuwe gemeentehuis verdween deze omwalling echter. De Ucoverpoort bleef evenwel bestaan, evenals de, door de Ziepbeek gevoede, gracht. Ten westen van de stadspoort vormt de bebouwing uit de 18e en 19e eeuw een trechtervormig plein. Ten zuiden van dit plein bevindt zich de voormalige Molenstraat, tegenwoordig eveneens Oude God. Aan het einde van deze straat bevonden zich de grafelijke watermolen waarvan restanten bewaard zijn gebleven en de verdwenen 'Nonnenpoort', dewelke toegang verschafte tot het domein van het in 1828 afgebroken Norbertinessenklooster.
Groenplaats · Herenstraat · Engelenstraat · Isabellastraat · Kanaalstraat · Nieuwe Walstraat · Onder de Linden · Oude God · Patersstraat · Schijfstraat · Walstraat